# Marxists Internet Archive
Marxists Internet Archive (també anomenat MIA) és una biblioteca virtual multilingüe, col·laborativa i no comercial que es dedica a recopilar textos d'autors marxistes distribuïts sota llicència Creative Commons. Disposa també d'una secció d'«Arxius suplementaris» on se situen escrits d'autors no estrictament marxistes però relacionats amb el marxisme (anarquisme, anticolonialisme, socialisme utòpic, etc.). La secció en anglès (les més completa de totes) inclou entre els «Arxius suplementaris» textos sobre psicologia, la Revolució Francesa o les ciències naturals, entre d'altres.
L'any 2017, MIA comptava amb 70 voluntaris actius de 33 països diferents. Aplega escrits de 850 autors que cobreixen, en general, els darrers 200 anys. Els textos estan disponibles en 63 idiomes i representen un total de 180.000 documents, tots aportats pels voluntaris.

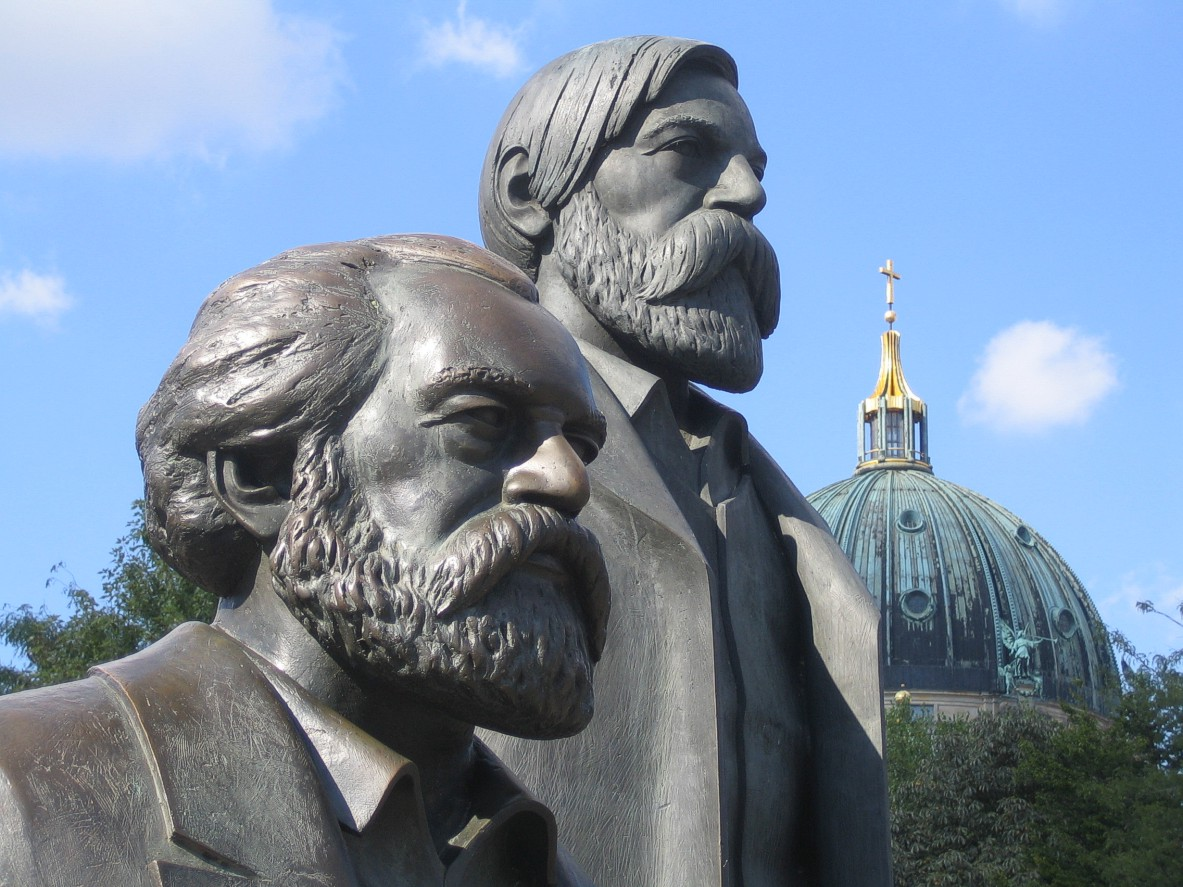
Escultura de Marx i Engels a Berlín

## Història
L'arxiu va ser creat el 1990 per una persona coneguda amb el pseudònim de «Zodiac», que va començar a transcriure les obres de Karl Marx i Friedrich Engels. El 1993, el material acumulat va ser pujat a un gopher i s'hi van sumar voluntaris que van ajudar a ampliar l'arxiu i van crear webs miralls allotjades en servidors d'universitats i d'organitzacions progressistes dels Estats Units, Canadà, Àfrica del Sud, Austràlia i el Regne Unit. Tanmateix, a la fi de 1995 gairebé totes havien estat clausurades.
El 1996 es va crear el lloc marx.org a través d'un proveïdor d'accés a Internet comercial, i es va canviar el nom per Marx/Engels Internet Archive (MEIA). L'activitat dels voluntaris es va intensificar fins que va sorgir un conflicte amb Zodiac que a principis de 1998 va decidir eliminar tots els textos que no tractessin de Marx i Engels. El juliol de 1998, els voluntaris van transferir els arxius de marx.org a una web de nova creació, l'actual Marxists Internet Archive (marxists.org). Zodiac la va tancar el 1999, però el 2002 va abandonar el domini i va ser comprat per MIA.
En l'actualitat, Marxists Internet Archive és un reconegut repositori digital per a autors marxistes i pensadors relacionats, i està en la llista del catàleg en línia WorldCat.